# Theo Reubel-Ciani
Theo Reubel-Ciani (* 12. Juni 1921 in Nürnberg; † 2. März 2005) war ein deutscher Redakteur und Schriftsteller.
Der Sohn des Studienrats Günther Reubel leistete ab 1940 seinen Wehrdienst bei der Marine, erhielt 1943 das Eiserne Kreuz 1. Klasse und geriet in amerikanische Gefangenschaft. Wieder in Deutschland studierte er in Erlangen und München. Im Jahr 1948 wurde er Redakteur für die Nürnberger Zeitung 8-Uhr-Blatt im Sebaldus-Verlag (aus dem später die Abendzeitung wurde). Später war er für die Fernsehzeitschrift Gong zuständig und wurde Chefredakteur des ab 1961 im Sailer Verlag erscheinenden Jugendmagazins Neue Stafette. Ab 1979 konzipierte er für denselben Verlag die Zeitschrift G - Geschichte mit Pfiff. 
Neben seiner journalistischen Tätigkeit war Reubel-Ciani auch als Buchautor tätig. Zwischen 1949 und 1963 schrieb er 41 Bände der Kriminalreihe Inspektor Collins, die bis in die 1980er Jahre in verschiedenen Auflagen erschienen sind. Neben anderen eigenen Kinderbüchern hat er sich auch als Übersetzer von englischsprachigen Jugend- und Sachbüchern betätigt. Unter anderem war er für die deutsche Textfassung der Classicomics aus dem Schwager und Steinlein Verlag verantwortlich. Als Biograf der Familie Schickedanz hat er zwei Biografien und eine Dokumentation über das Versandhaus Quelle verfasst.
Theo Reubel-Ciani war Mitglied in der Dichtervereinigung Pegnesischer Blumenorden.

## Werke
- Das scharlachrote Neuneck, Rastatt/Baden 1954
- Der Fall der gelben Schuhe, Nürnberg 1956 (unter dem Namen Inspektor Collins)
- Das Haus der grünen Masken, Nürnberg 1956 (unter dem Namen Inspektor Collins)
- Die schwarzen Skorpione, Nürnberg 1956 (unter dem Namen Inspektor Collins)
- Die weißen Schatten von London, Nürnberg 1956 (unter dem Namen Inspektor Collins)
- Die dreizehnte Farbe, Nürnberg 1957 (unter dem Namen Inspektor Collins)
- Der dunkelbraune Grabstein, Nürnberg 1957 (unter dem Namen Inspektor Collins)
- Der goldene Ritter von Rockmoore, Nürnberg 1957 (unter dem Namen Inspektor Collins)
- Rosa Nelken für Scotland Yard, Nürnberg 1957 (unter dem Namen Inspektor Collins)
- Der silberne Domino, Nürnberg 1957 (unter dem Namen Inspektor Collins)
- Die violetten Ringe, Nürnberg 1957 (unter dem Namen Inspektor Collins)
- Das Geheimnis der gläsernen Zwerge, Nürnberg 1958 (unter dem Namen Inspektor Collins)
- Das Geheimnis der stählernen Kugeln, Nürnberg 1958 (unter dem Namen Inspektor Collins)
- Das Geheimnis des hölzernen Buddha, Nürnberg 1958 (unter dem Namen Inspektor Collins)
- Das Rätsel der sieben Hände, Nürnberg 1958 (unter dem Namen Inspektor Collins)
- Das Todeshaus an der Themse, Nürnberg 1958 (unter dem Namen Inspektor Collins)
- Das Tor mit der Bronzeschlange, Nürnberg 1958 (unter dem Namen Inspektor Collins)
- Die 13. Null, Nürnberg 1959 (unter dem Namen Inspektor Collins)
- Das Eulen-Syndikat, Nürnberg 1959 (unter dem Namen Inspektor Collins)
- Das große Fragezeichen, Nürnberg 1959 (unter dem Namen Inspektor Collins)
- Hyänen der Nacht, Nürnberg 1959 (unter dem Namen Inspektor Collins)
- Der Mann im Schatten, Nürnberg 1959 (unter dem Namen Inspektor Collins)
- Der Teufel von Rocky Forest, Nürnberg 1959 (unter dem Namen Inspektor Collins)
- Anruf aus Chinatown, Nürnberg 1960 (unter dem Namen Inspektor Collins)
- Endstation Galgen, Nürnberg 1960 (unter dem Namen Inspektor Collins)
- Das Geheimnis von Pirate Hill, Nürnberg 1960 (unter dem Namen Inspektor Collins)
- Der Letzte von Phantom Castle, Nürnberg 1960 (unter dem Namen Inspektor Collins)
- Das Licht hinterm Fenster, Nürnberg 1960 (unter dem Namen Inspektor Collins)
- Telegramm um Mitternacht, Nürnberg 1960 (unter dem Namen Inspektor Collins)
- Die Blonde vom Trafalgar Square, Nürnberg 1961 (unter dem Namen Inspektor Collins)
- Post aus Pernambuco, Nürnberg 1961 (unter dem Namen Inspektor Collins)
- Der Richter von Whitechapel, Nürnberg 1961 (unter dem Namen Inspektor Collins)
- Sechs Puppen im Keller, Nürnberg 1961 (unter dem Namen Inspektor Collins)
- Der Fall, den es nicht gab, Nürnberg 1962 (unter dem Namen Inspektor Collins)
- Die Höhle am Arno, Nürnberg 1962 (unter dem Namen Inspektor Collins)
- Nebel über Riverside, Nürnberg 1962 (unter dem Namen Inspektor Collins)
- Treffpunkt Soho Nr. 8, Nürnberg 1962 (unter dem Namen Inspektor Collins)
- Aufruhr am Rio Yalde, Baden-Baden  
  - 1 (1963)
  - 2 (1963)
- Begegnung in Alban Street, Nürnberg 1963 (unter dem Namen Inspektor Collins)
- Die dritte Spur, Nürnberg 1963 (unter dem Namen Inspektor Collins)
- Dreizehn Fälle, Nürnberg 1968 (unter dem Namen Carlo Rovali)
- 27 neue Fälle, Nürnberg 1969 (unter dem Namen Carlo Rovali)
- Auch im Regen hab' ich Spaß, Fürth 1978 (zusammen mit Lucile Butel)
- Die Badewannen-Reise, Fürth 1978 (zusammen mit Pascale Claude-Lafontaine)
- Karli und sein Teddybär, Fürth 1978 (zusammen mit Marie Wabbes)
- Klein-Gabi, Fürth 1978 (zusammen mit Lucile Butel)
- Kommt wieder, liebe Vögelein, Fürth 1978 (zusammen mit Michelle Daufresne)
- Pumuckl, Gütersloh 1982
- Märchen aus dem alten Nürnberg, Nürnberg 1984
- Grete Schickedanz, Fürth 1986
- Der Katalog, Fürth 1991
- Was die Uhr erzählt, Nürnberg [u. a.]
  - Ein froher Tag, 1991
  - Der lange Traum, 1991
- Das ängstliche Rehlein und weitere lustige Tiergeschichten, Nürnberg [u. a.] 1996
- Das unzufriedene Kätzchen und weitere lustige Tiergeschichten, Nürnberg [u. a.] 1996

## Herausgeberschaft
- Horst Scharfenberg: Zu Gast an fremden Feuern, Bamberg 1975

## Übersetzungen
- Enid Blyton: Viel Spaß mit Enid Blyton, Osnabrück 1979
- Peyo Delporte: Die Schlümpfe und die Zauberflöte, Nürnberg 1977
- Charles Dickens: Oliver Twist, Nürnberg 1977
- Gina Douglas: Der Ganges, Nürnberg 1980
- Alexandre Dumas: Die drei Musketiere, Nürnberg 1977
- Die Geburtstagstorte, Nürnberg [u. a.] 1991
- C. A. R. Hills: Der Rhein, Nürnberg 1980
- In freier Natur, Nürnberg 1977
- Mein großes Märchenbuch, Nürnberg 1978
- Tony Wolf: Abenteuer in den Bergen, Nürnberg 1976
- Tony Wolf: Annika, das Eskimomädchen, Nürnberg 1976
- Tony Wolf: Auf Entdeckung im Walde, Nürnberg 1976
- Tony Wolf: Der Bauernhof, Nürnberg 1977
- Tony Wolf: Die Bergwelt, Nürnberg 1976
- Tony Wolf: Fröhliche Pirsch in Amerika, Nürnberg 1977
- Tony Wolf: Geheimnisvoller Dschungel, Nürnberg 1977
- Tony Wolf: Lustige Safari durch Afrika, Nürnberg 1977
- Tony Wolf: Peter und seine Freunde, Nürnberg 1976
- Tony Wolf: Spaß mit Tieren im australischen Busch, Nürnberg 1977
- Tony Wolf: Der Zirkus, Nürnberg 1977
- Edgar Barton Worthington: Der Nil, Nürnberg 1980